# Diseños Orbitales
Diseños Orbitales fue una editorial española especializada en la publicación de juegos de tablero y rol. Fue fundada en Barcelona en 1989 por Jaime Molina, Montse Planella (propietaria de la tienda Jocs & Games de Barcelona) y Ricardo Batista que fue el autor de la imagen gráfica de la empresa, el creador de su nombre y el diseñador gráfico e ilustrador de sus primeros productos. Fue adquirida en 1993 por la editorial británica Games Workshop. Pionera en España en el dominio de los juegos de rol, fue la primera editorial en traducir en ese país juegos de rol como el clásico Traveller, cuya primera edición estadounidense remonta a 1977, o como el más reciente (en aquel momento) Vampiro: la mascarada, un gran éxito comercial posteriormente publicado en España por la también desaparecida editorial madrileña La Factoría de Ideas y actualmente por Nosolorol Ediciones en su edición conmemorativa. Diseños Orbitales fue también la primera en traducir al español los juegos de tablero BattleTech, Blue Max y Blood Bowl, entre otros.

## Historia
Tanto en el área de los juegos de rol como en la de los juegos de tablero de corte simulacionista, Diseños Orbitales tuvo un papel pionero en la introducción de esta clase de juegos en España. Efectivamente en el momento de su fundación, en 1989, sólo dos editoriales españolas habían traducido y publicado juegos de rol en España. La primera, Dalmau Carles Pla, había traducido y publicado Dungeons & Dragons en 1985, pero en 1989 ya no lo editaba. En ese año la única editorial española que publicaba activamente juegos de rol era Joc Internacional, que ya había traducido y publicado tres juegos de rol: La llamada de Cthulhu (en septiembre de 1988), RuneQuest (en octubre de 1988) y El Señor de los Anillos, el juego de rol de la Tierra Media (en septiembre de 1989). Igor Arriola estaba entonces fundando su editorial Ludotecnia pero no publicaría su primer juego de rol, Mutantes en la sombra, hasta abril de 1991. Por su lado Diseños Orbitales publicó activamente desde el año mismo de su fundación, empezando con el juego de rol de ciencia ficción Traveller en octubre de 1989. Siguieron Shadowrun (en 1993) y Vampiro: la mascarada (en 1993), entre otros.
En acuerdo con la editorial estadounidense FASA, Diseños Orbitales inició la traducción y publicación del «juego de guerra mecanizada» BattleTech, empezando en 1990 con la caja titular, BattleTech, que contenía el manual básico de reglas, dos tableros de juego, figuras troqueladas de cartón sostenidas por peanas de plástico y dos dados de seis caras. En el mismo año que el juego de tablero la editorial también tradujo y publicó su adaptación a juego de rol: MechWarrior. De hecho publicó los juegos y los suplementos de la franquicia hasta que en 1993 FASA retrocedió el usufructo de la licencia a Ediciones Zinco, que editó su propia caja básica y sus propios suplementos a partir de ese año. Otros juegos de tablero publicados por Diseños Orbitales fueron los que la editorial barcelonesa tradujo y distribuyó con licencia de Games Workshop: Space Hulk, Blood Bowl y Advanced HeroQuest. Diseños Orbitales también editó juegos de guerra más tradicionales, como los que tradujo y publicó bajo licencia de la estadounidense Game Designers' Workshop: Dia D: Operación Overlord, un juego de tablero que representaba la batalla de Normandía durante la Segunda Guerra Mundial y Blue Max, un juego de tablero en el que los jugadores dirigen escuadrones de aviones de caza de la Primera Guerra Mundial.
En 1993 Diseños Orbitales desapareció en tanto que compañía independiente al ser comprada por la editorial británica Games Workshop. Cambió su nombre a «Games Workshop España» (sucursal en España de la sede británica de Games Workshop) hasta que en 2002 lo cambió por el de «Games Worskshop S.L.» El cometido de Games Workshop España S.L. consiste desde entonces en promocionar y distribuir en España los juegos de miniaturas de esta editorial, principalmente Warhammer Fantasy Battle y Warhammer 40.000.

## Revista
A lo largo de un año y cuatro meses, de mayo de 1989 a septiembre de 1990, Diseños Orbitales fue la editorial que publicó los nueve últimos números de la revista Troll (del n° 17 al 25). En 1986, al ser lanzada por primera vez por el Club de Rol Auryn (de Barcelona), Troll se había convertido en la primera revista española en estar exclusivamente dedicada a juegos de rol (ya existía en el mercado la revista Líder, pero trataba sobre toda clase de juegos simulacionistas, tanto de tablero como de rol). Al año siguiente, en 1987, Troll había pasado a ser una publicación independiente (con el nombre de Revista de rol Troll) hasta que había sido adquirida en 1989 por Diseños Orbitales.

## Juegos de tablero publicados
- Línea de productos BattleTech (1990-1993)
  - BattleTech: caja básica de juego, con dos tableros plegables y figuras troqueladas de cartón sobre peanas de plástico (ref. 1000)
  - La Zarpa del Zorro: escenario de juego (ref. 1001, ISBN 84-87423-51-2)
  - CityTech: caja conteniendo tableros y representaciones en cartón de edificios y vehículos (ref. 1002)
  - Las Crónicas de la Compañía Viuda Negra: escenario de juego (ref. 1003, ISBN 84-87423-53-6)
  - AeroTech: caja con tableros y manual de reglas para representar combates aéreos y espaciales (ref. 1005)
  - BattleTech: Refuerzos: fichas de mechs listas para jugar (ref. 1006)
  - BattleTech: Manual de Referencia Técnica 3025: suplemento de reglas (ref. 1007, ISBN 84-87423-56-7)
  - Los Demonios de Kell: escenario de juego (ref. 1010)
  - BattleTech: Planos de Construcción: escenario de ambientación, incluyendo planos de mechs (ref. 1019, ISBN 84-87423-68-0)
  - GeoTech: tableros de juego adicionales (ref. 1020, ISBN 84-87423-61-1)
  - PlasTech: dieciséis miniaturas de plástico para jugar sobre tablero (ref. 1095)

- Otros juegos de tablero
  - Space Hulk (ISBN 84-87423-57-4)
  - Blood Bowl (ISBN 84-87423-58-1)
  - Advanced HeroQuest (ISBN 84-87423-59-8)
  - Una nación dividida (ISBN 84-87423-87-1)
  - Blue Max (ISBN 84-87423-88-8)
  - Dia D: Operación Overlord (ISBN 84-87423-86-4)

## Juegos de rol publicados
- Traveller (1989)
- MechWarrior (1990)
- Shadowrun (1993)
- Vampiro: la mascarada (1993)